# Birmania en los Juegos Olímpicos de México 1968
Birmania estuvo representada en los Juegos Olímpicos de México 1968 por cuatro deportistas masculinos que compitieron en dos deportes.
El equipo olímpico no obtuvo ninguna medalla en estos Juegos.